# Collettivo Politico Metropolitano
Il Collettivo Politico Metropolitano (CPM), fu un gruppo politico, attivo nell'area della sinistra extraparlamentare milanese, fondato a Milano nell'autunno del 1969. Fra i suoi fondatori ci furono: Renato Curcio e Margherita Cagol con alle spalle l'esperienza studentesca di lotta alla facoltà di sociologia dell'Università di Trento, Alberto Franceschini elemento di spicco del cosiddetto gruppo dell'appartamento di Reggio Emilia formato da fuoriusciti dal PCI, Corrado Simioni, a cui si aggiungono sia elementi di Autonomia Operaria e dell'area borghese cattolica della contestazione entro l'Università Cattolica, come Giorgio Semeria, che nel settembre 1970 si trasformò in  Sinistra Proletaria che infine il gruppo che diede vita alle Brigate Rosse.

## Ideologia
Il Collettivo Politico Metropolitano (CPM) definiva sé stesso, nel bollettino preparato per i militanti all'atto della nascita, come strumento per mettere a punto "le strutture di lavoro indispensabili a impugnare in modo non individuale l'esigenza-problema dell'organizzazione rivoluzionaria della metropoli e dei suoi contenuti (ad esempio democrazia diretta, violenza rivoluzionaria ecc.)." Risultava quindi punto aperto il potenziale ricorso alla lotta armata, questione che occupò la discussione all'interno del CPM e quindi di SP fino alla fondazione delle BR.
La matrice operaia si evidenzia esaminando alcune delle principali questioni che vennero dibattute durante la breve vita del CPM, quale ad esempio la "Socializzazione delle lotte". Il CPM la promuoveva al fine di trasferire la "tensione operaia dall'interno delle fabbriche al sociale," terreno sul quale riteneva invece impreparata la "sinistra rivoluzionaria", rappresentata dagli altri gruppi extraparlamentari. Si accentuava la funzione "rivoluzionaria" delle lotte contrattuali nelle fabbriche e il loro ruolo di primo motore nel processo rivoluzionario.
Le componenti meno tendenti alla lotta armata dedicarono, all'interno del CPM, attenzione al concetto di Autonomia Proletaria. Si espressero in quei documenti per la prima volta parole e concetti che sarebbero poi state l'elemento fondante di altre esperienze della sinistra extraparlamentare, quale ad esempio Autonomia Operaia. Venne definita dal CPM l'Autonomia Proletaria come il contenuto unificante delle lotte degli studenti, degli operai e dei tecnici verificatesi nel 1968-69, intesa come "movimento di liberazione del proletariato dall'egemonia complessiva della borghesia", movimento che coincide con il processo rivoluzionario. Rifacendosi ad una categoria politica del marxismo rivoluzionario, l'autonomia prendeva le distanze da istituzioni politiche borghesi (Stato, partiti, sindacati, istituti giuridici, ecc.), istituzioni economiche (l'intero apparato produttivo-distributivo capitalistico), istituzioni culturali (l'ideologia dominante in tutte le sue articolazioni), istituzioni normative (il costume, la "morale" borghese). Lo scopo finale era l'abbattimento del sistema globale di sfruttamento e la costruzione di un'organizzazione sociale alternativa, pur senza esplicitamente definire come necessario il ricorrere alla lotta armata quale strumento per ottenerla.

## Storia
Inizialmente un gruppo di militanti, tra cui Curcio, Simioni, Berio e Troiano, nel 1969 fondò una agenzia di stampa chiamata CIP (Centro Informazioni Politico), con sede in corso Italia a Milano, strutturata secondo le affermazioni di un teste al giudice Mastelloni con "doppio livello"  , che si sarebbe mantenuto anche nel CPM, principalmente gestito da Simeoni .
Fra i promotori del CPM vi erano molti collettivi operai di Milano, tra i quali il CUB Pirelli, il GdS Sit-Siemens, il GdS IBM, oltre che individualità dell'Alfa Romeo e della Marelli. Appare evidente la forte componente operaia del CPM, cui si affianca il contributo dei collettivi politici studenteschi in egual misura.
Il CPM si servì inizialmente come strumento di lotta di una pubblicazione, a periodicità discontinua, e della quale vennero stampati nel corso del 1970 soltanto due numeri, con il titolo "Sinistra Proletaria", mentre altri fogli videro la luce privi di titolo. I fogli erano di 2-4 facciate formato tabloid, e vennero diffusi nell'area metropolitana milanese. Nel luglio 1970 nasce la più compiuta e diffusa rivista "Sinistra Proletaria", che nel numero zero riporta ancora la dicitura "a cura del CPM", dicitura che scompare nei numeri successivi, siglando la sparizione de facto del CPM stesso, sostituito da Sinistra Proletaria. La sede del movimento rimane la stessa, Via Curtatone 12 a Milano.
Dal 1º al 4 novembre 1969, organizza un convegno di studi l'albergo Stella maris a Chiavari, durante il quale alcuni ritengono che vengano poste le basi per la futura costituzione delle Brigate Rosse. Questa la testimonianza di Renato Curcio, sul questo evento: 
(COMMISSIONE PARLAMENTARE D’INCHIESTA SUL TERRORISMO IN ITALIA E SULLE CAUSE DELLA MANCATA INDIVIDUAZIONE DEI RESPONSABILI DELLE STRAGI Doc. XXIII n. 64 VOLUME PRIMO Tomo V Parte seconda )
Il "libretto giallo" menzionato da Curcio, intitolato Lotta sociale e organizzazione nella metropoli, sarà diffuso dal CPM nel gennaio 1970 sotto forma di un pamphlet di circa 20 pagine in formato A4, con copertina gialla. 
Dopo la strage di Piazza Fontana del 12 dicembre 1969 il CPM continuò la sua azione per parte del 1970, divenendo una delle organizzazioni più attive a Milano. I suoi punti di forza furono l'azione nelle grandi fabbriche lombarde (appoggiandosi ai CUB e ai GdS fondanti).
L'incrudimento del clima sociale che si ebbe all'inizio del 1970 contribuirono alla trasformazione del CPM in una organizzazione più centralizzata, Sinistra Proletaria (SP), dove la componente favorevole alla lotta armata quale strumento della lotta rivoluzionaria e di classe divenne man mano preponderante, dinanzi alla sensazione - percepita non solo nel CPM e SP ma in tutte le componenti della sinistra fino al PCI - di una pesante deriva a destra e involuzione autoritaria dello Stato, con pericoli di colpo di Stato.
Dalla metà del 1970 la discussione all'interno del CPM/SP si incentrò quindi sulla questione della lotta armata, dell'uso della violenza e del ricorso alla clandestinità .